# Gloria Fernández Fernández
Gloria Fernández Fernández (Monforte de Lemos,1913-Madrid, 1996) fue una pintora española. Está incluida en la Bibliografía de Pintores Gallegos.
Su trabajo incluye naturalezas muertas, flores, retratos y figuras humanas. Protagonizó una extensa exposición de sus obras en el Museo Provincial de Lugo en 1963.También hizo exposiciones individuales en La Coruña, Orense, Vigo (1963, 1972 y 1976), Santiago de Compostela y Madrid. 
Fernández Fernández fue un pilar de la comunidad intelectual de Monforte de Lemos en la década de 1960 y, según M. Hermida Balado en su libro Lemos: pequeña historia de un lugar con mucha historia, fue una de las tres pintoras notables de la provincia en ese momento.

## Exposiciones individuales
- Museo Provincial de Lugo, Liceo de Orense, Foto Club de Vigo (1963)
- Asociación de Artistas de La Coruña (1964)
- Hostal dos Reis Católicos. Santiago de Compostela (1965)
- Sala Prado del Ateneo. Madrid (1969)
- Salón CAV, Caja Municipal de Ahorros de Vigo (1972)
- Nueva Sala de Exposiciones de la CAV (1976)

## Exposiciones colectivas
- XV Muestra de Cultura y Arte. Círculo de Artes. Lugo (1956)
- XVI Muestra de Cultura y Arte. Círculo de Artes. Lugo (1957)
- Pintores de Monforte de Lemos (con C. Cortés y M. Bosch). Radio Juvenil de Monforte. Monforte de Lemos (1958)
- XVII Exposición de Dibujo y Pintura. Delegación Provincial de la Unión. Lugo (1958)
- XVII Muestra de Arte y Cultura. Círculo de Artes. Lugo (1959)
- I Muestra de Pintura (con M. Bosch, Celia Cortés y Juan Nuevo). Casino de Monforte. Monforte de Lemos (1959)
- XXXIV Salón de Otoño. Palacio del Retiro. Madrid (1963)
- Artistas gallegos. Casino de Lugo. Lugo (1965)
- XXXVI Salón de Otoño. Palacio del Retiro. Madrid (1965)
- Pintura actual de Lugo. Sala da Caixa de Aforros de La Coruña e Lugo. Lugo (1966)
- XXXVII Salón de Otoño de Madrid (1966)
- Semanas Culturales de Primavera en la Provincia de Lugo. Ministerio de Información y Turismo. de Chantada, Monforte, Ribadeo e Viveiro (1966)
- I Bienal Regional de Arte de Pontevedra (1970)
- 1.a Bienal Nacional de Arte de Pontevedra (1971)
- IV Muestra de Arte al Aire Libre. Vigo (1971)
- Artistas gallegos. Círculo Victoria. Monforte de Lemos (1971)

## Exposiciones póstumas
- La Memoria de Gloria Fernández. Centro Comercial Comarca de Lemos, Monforte (2001)[5]
- Una retrospectiva 1945-1996, Museo Provincial de Lugo (2008)[6]

## Premios
- 2.º Premio de la IX Exposición Provincial de Pintura Artística de Lugo (1950)
- 2.º Premio de Pintura en la XIV Muestra Provincial de Arte de Lugo (1955)
- 2.º Premio de Pintura en la XV Exposición Provincial de Arte de Lugo (1956)
- 1.er premio de pintura en la XVI Muestra Provincial de Arte (Lugo, 1957)
- Mención Extraordinaria de Pintura, XVII Exposición Provincial (1958)
- Mención extraordinaria en la XVIII Muestra Provincial de Arte de Lugo (1959)
- Mención especial por su obra en la XIX Muestra Provincial de Arte (Lugo, 1960)
- 3,ª medalla en el Salón de Otoño de Madrid (1963)